# Bruce Altman
Bruce Altman (The Bronx, Nueva York, 3 de julio de 1955) es un actor estadounidense. Se graduó en la Yale School of Drama en 1990. Debutó en cine con la película Regarding Henry, con Harrison Ford y trabajó en varias películas.

## Filmografía
- Touched by an Angel (serie de TV)
- Cop Land
- Changing Lanes
- L.I.E.
- Rookie of the Year
- To Gillian on Her 37th Birthday
- Matchstick Men
- Law & Order: Criminal Intent (episodio "Tuxedo Hill")
- Law & Order: Special Victims Unit (episodio "Stolen")
- Running Scared
- The Sopranos (episodio "Whitecaps")
- The Departed
- The American
- Cincuenta sombras más oscuras (2017)
- The Sound of Silence (2019)
- NOS4A2 (Nosferatu) (2019)
- City on a Hill (2019)
- Un plan irresistible (2020)
- Chemical Hearts (2020)
- Power Book II: Ghost (2020)
- Younger (2020)
- Our Father (2021)
- NCIS: Hawai'i (2022)
- Master (2022)
- Desaparecida sin rastro (2022)
- Uncoupled (2022)
- La maravillosa Sra. Maisel (2023)
- FBI: International (2023)